# El Estudiante
Pour les articles homonymes, voir El estudiante.
Luis Gómez Calleja dit « El Estudiante », né le 20 février 1911 à Alcalá de Henares (Espagne, province de Madrid) et mort le 14 juillet 1995 à Madrid (Espagne), est un matador espagnol.

## Biographie
Luis Gómez termine ses études secondaires à Alcalá de Henares. Sa famille déménage à Madrid et il y commence des études d'expert industriel,,.
Il fait ses premiers pas de torero dans une petite arène située dans le quartier madrilène de Ciudad Lineal, près de chez lui.
Il revêt son premier habit de lumières en septembre 1928 à Pastrana (province de Guadalajara). La même année, il combat trois fois sans picadors à Tetuán (Madrid), remportant des trophées à chaque fois : d'abord, le 9 septembre, il se produit aux côtés d'Antonio Noguera Yerberito et de José Vizcaíno, ensuite le 16, il combat avec Vito et Trinitario Chico, enfin le 23, il combat avec Rafael Mira « Minuto » et Migueláñez.
En 1929, il participe à cinq corridas avec picadors dans les mêmes arènes de Tetuán, les 26 mai, 2 et 16 juin, 7 juillet et 1er septembre.
Il ne participe à aucune corrida en 1930, car il passe cette saison loin des arènes.
Le 31 mai 1931, il se produit avec succès avec des picadors à Vista Alegre (es) (Madrid), en alternance avec Juanito Valenciano et Miguel Palomino. El Estudiante coupe une oreille à Vencedor et est porté en triomphe. Le 2 août de la même année, il fait des débuts remarqués à Madrid, aux côtés de Cecilio Barral et Rafael Mira « Minuto »,.
le 20 mars 1932, il reçoit l'alternative à Valence. Marcial Lalanda, en présence de Vicente Barrera, lui cède le taureau Socorrido de l'élevage de doña Carmen de Federico. Il confirme son alternative le 21 avril suivant, cette fois-ci avec Cagancho comme parrain de la cérémonie et, à nouveau Vicente Barrera comme témoin. Le taureau s'appelle Alguacil et appartient à l'élevage du duc de Tovar.
Le 28 mai 1933, il est gravement blessé à Barcelone par un taureau de l'élevage de la Cruz del Castillo. Il réapparaît le  7 septembre à Melilla. Cet accident affecte sa carrière, car l'année suivante, il ne participe qu'à quatorze corridas, et vingt-sept en 1935.
Pendant la guerre civile, il se produit fréquemment dans la zone nationaliste où il effectue son service militaire.
À la fin de la guerre, El Estudiante reprend ses activités de torero. En 1940 et 1941, il mène une campagne en Amérique. Le 12 octobre 1941, il subit à Madrid un autre grave coup de corne.
À partir de 1943, il entame sa meilleure période en tant que torero en signant quarante-trois contrats en 1943 et soixante en 1944. En 1943, Luis Gómez, qui a toujours été considéré comme un torero intelligent et élégant, coupe une oreille à Madrid le 23 mai et est honoré le 16 septembre.
Concernant sa personnalité, José María de Cossío écrit « Ses efforts et son triomphe sont doublement méritoires, puisqu'il les a remportés face à des toreros tels que Manolete et Pepe Luis Vázquez, avec lesquels il partage à part entière les succès dans les arènes. En 1944, douze ans après son alternative, Luis Gómez est au sommet de sa forme et, sans faiblir et avec une ténacité admirable, il continue à disputer dans les arènes la vedette aux plus grands noms ».
En 1945, il participe à environ la moitié des corridas de l'année précédente (trente-trois). En 1946, il se retire temporairement des arènes.
Il fait son retour, en 1947, pour faire ses adieux. Il participe à quatre corridas, dont trois à Madrid, la dernière a lieu le 19 juin, en alternance avec Pepe Luis Vázquez et El Andaluz, avec des taureaux de l'élevage de Graciliano Pérez Tabernero, lors d'une fête où les trois matadors sont récompensés par une oreille des deuxièmes taureaux de leurs lots respectifs.
Après sa retraite, il achète une ferme, se consacre à l'agriculture et entretint une étroite amitié avec Domingo Ortega, avec qui il partage les travaux agricoles dans les élevages de ce matador et participe à de nombreux rassemblements et jurys de corridas.

## Carrière
- Présentation à Madrid :  2 août 1931 aux côtés de Cecilio Barral et Rafael Mira « Minuto » - Novillos de l'élevage de Juan Cobaleda.
- Alternative : Valence (Espagne) le  20 mars 1932 avec comme parrain, Marcial Lalanda et comme témoin, Vicente Barrera - Taureaux de l'élevage de Carmen de Federico.
- Confirmation d'alternative à Madrid : 21 avril 1932 avec comme parrain, « Cagancho » et comme témoin, Vicente Barrera - Taureaux de l'élevage du duc de Tovar.
- Premier de l’escalafón en 1938, à égalité avec Jaime Noaín.